# The Big Broadcast of 1936
The Big Broadcast of 1936 is een Amerikaanse muziekfilm uit 1935 onder regie van Norman Taurog. Destijds werd de film in Nederland uitgebracht onder de titel Hallo, hier Amerika.

## Verhaal
Spud Miller is de eigenaar en de enige presentator van een omroepstation. Samen met de huiszanger Smiley Goodwin verzorgt hij alle programma's. Omdat de radiozender op de fles dreigt te gaan, wil Spud in zee gaan met twee uitvinders. Zij hebben een apparaat ontworpen dat zijn zender weer winstgevend moet maken.

## Rolverdeling
| Acteur           | Personage                |
| ---------------- | ------------------------ |
| Jack Oakie       | Spud Miller              |
| George Burns     | George Burns             |
| Gracie Allen     | Gracie Allen             |
| Lyda Roberti     | Ysobel de Naigila        |
| Wendy Barrie     | Sue                      |
| Henry Wadsworth  | Smiley                   |
| C. Henry Gordon  | Gordoni                  |
| Benny Baker      | Herman                   |
| Bing Crosby      | Bing                     |
| Ethel Merman     | Ethel Merman             |
| Mary Boland      | Mevrouw Sealingsworth    |
| Charles Ruggles  | Mijnheer Sealingsworth   |
| David Holt       | Broer                    |
| Virginia Weidler | Meisje in het ziekenhuis |
| Guy Standing     | Dokter                   |
| Gail Patrick     | Verpleegster             |
| Bill Robinson    | Danser                   |
| Ray Noble        | Orkestleider             |
| Ina Ray Hutton   | Ina Ray Hutton           |
| Fayard Nicholas  | Dot                      |
| Harold Nicholas  | Dash                     |
| Akim Tamiroff    | Boris                    |
| Samuel S. Hinds  | Kapitein                 |

## Filmmuziek
- Double Trouble
- I Wished on the Moon
- It's the Animal in Me
- Why Dream
- Miss Brown to You
- Amargura
- Why Stars Come Out at Night
- One the Wings of a Waltz
- A Man, a Maid, a Moon
- Is Love a Moon-Flower?
- Through the Doorway of Dreams

## Prijzen en nominaties
| Jaar | Prijs  | Categorie          | Genomineerde(n) | Uitslag     |
| ---- | ------ | ------------------ | --------------- | ----------- |
| 1935 | Oscars | Beste choreografie | LeRoy Prinz     | Genomineerd |